# Javier Zeoli
Javier Zeoli, vollständiger Name Adolfo Javier Zeoli Martínez (* 2. Mai 1962 in Montevideo) ist ein ehemaliger uruguayischer Fußballspieler.

## Verein
Der 1,80 Meter große Zeoli, der auf der Position des Torwarts spielte, gehörte von 1982 bis 1989 zum Kader des montevideanischen Vereins Danubio. Während seiner Vereinszugehörigkeit gewann der Club zunächst 1982 die Copa de Oro und wurde im Folgejahr uruguayischer Vizemeister. Auch der Triumph in der Liguilla ist für jenes Jahr in der Erfolgsstatistik verzeichnet. 1988 steht der Gewinn des Torneo Competencia und sodann des uruguayischen Landesmeistertitels zu Buche, zu denen er mit zwölf bzw. 20 Saisoneinsätzen beitrug, nachdem er in jenem Jahr die Position des Stammtorhüters übernahm und zu einer der Stützen des Teams wurde. Im Torneo Competencia war er zudem der Torwart mit den wenigsten Gegentreffern. Lediglich achtmal wurde er bezwungen. Mit Danubio nahm er auch an der Copa Libertadores 1984 und 1989 teil. Bei der letzten Teilnahme stieß seine Mannschaft bis ins Halbfinale vor. Ebenfalls spielte er zweimal das Torneo Conmebol.
1989 verließ er Uruguay in Richtung Spanien. Dort schloss er sich auf den Kanaren dem CD Teneriffa an. 1990 in der Apertura, nach anderen Angaben 1991, folgte eine Station bei Deportivo Mandiyú in Argentinien. In den beiden Folgejahren stand er dann beim argentinischen Club Atlético Talleres unter Vertrag. 1993 bis 1994 spielte er in Buenos Aires für River Plate. Dort nahm er 1993 ebenfalls an der Copa Libertadores teil. Andere Quellen sehen ihn wiederum 1992 bis 1993 bei River Plate und führen in diesem Zeitraum zwölf Erstligapartien für ihn. Bolívar war 1994 sein nächster Verein. Für diesen Verein wird abweichend auch 1991 als Vertragszeit genannt. 1995 stand er dann in Reihen des uruguayischen Serienmeisters Nacional. Über Palestino im Jahr 1996 führte sein Weg 1997 zurück zu Danubio, wo Zeoli schließlich seine Karriere an ihrem Ausgangspunkt beendete.

## Nationalmannschaft
Zeoli wurde 1981 mit der uruguayischen Junioren-Nationalmannschaft Südamerikameister. Im Verlaufe des Turniers wurde er von Trainer Aníbal Gutiérrez Ponce siebenmal eingesetzt. Auch bei der Junioren-Fußballweltmeisterschaft 1981 wurde er für Uruguays Juniorennationalelf nominiert, jedoch nicht eingesetzt. Später war Zeoli auch Mitglied der uruguayischen A-Nationalmannschaft. Er debütierte in der Celeste am 27. September 1988. Sein 14. und letztes Länderspiel absolvierte er am 18. Mai 1990. In dieser Zeit nahm er mit der Celeste an der Copa América 1989 teil, die Uruguay als Zweitplatzierter beendete. Zeolis Karrierehöhepunkt in der Nationalmannschaft war schließlich die Teilnahme an der Fußball-Weltmeisterschaft 1990, bei der er jedoch keinen Einsatz vorweisen kann, da Stammtorhüter Fernando Álvez alle Partien bestritt.

## Erfolge
- Junioren-Südamerikameister (1981)
- Uruguayischer Meister (1988)
- Torneo Competencia (1988)